# Hohlkehle (Klingenwaffe)

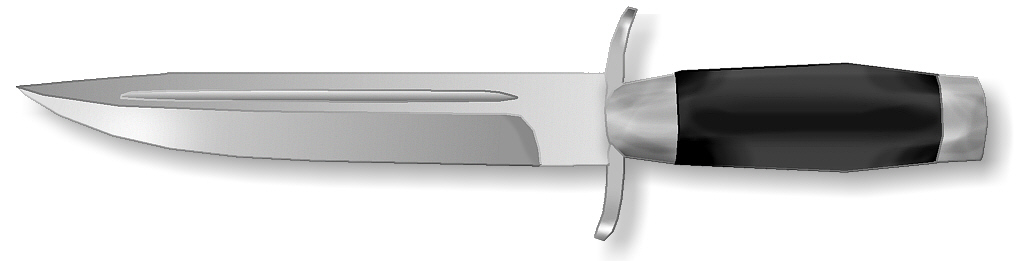
Messer mit Hohlkehle

Eine Hohlkehle (auch Bahn, Hohlbahn, Gracht, Kalle, Schweißrinne, Blutrinne oder Blutrille) ist eine rillenförmige Vertiefung in der Klinge einer Klingenwaffe. Sie dient dazu, die Masse der Klinge zu verringern, ohne die Stabilität oder Flexibilität zu mindern. Üblicherweise endet die Hohlkehle vor dem Ort (Klingenspitze). Läuft sie bis zur Spitze durch, spricht man von einer Bahnenspitze. Hierbei wird der kleinste Raum ausgenutzt, um das Klingengewicht zu vermindern.

## Zur Funktion als Schweiß- oder Blutrinne
Trotz des Namens dient die Blutrinne nur in wenigen Fällen dazu, durch Offenhalten der Wunde, das Abfließen des Blutes des Gegners bzw. des Jagdwilds zu ermöglichen. Im Carbine SA80 A2 5.56mm (British Army Handbook unter Nr. 0115) wird dieses Bauteil „blood channels“ genannt und sei dafür vorgesehen, beim Entfernen des Bajonett, aus dem feindlichen Körper, einen Unterdruck zu verhindern. Über Sinn und Zweck von Blutrinnen wird diskutiert und ihre Wirkung ist umstritten.